# Krotkaja (film 1960)
Krotkaja (Кроткая) è un film del 1960 diretto da Aleksandr Fёdorovič Borisov.